# George Legrady
George Legrady (Légrády György, Tamás, Antal, Tivadar), né le 8 janvier 1950 à Budapest, est un artiste visuel et  universitaire canadien et américain.

## Biographie
La  famille de George Legrady  quitte la Hongrie pour Montréal après l'invasion soviétique de 1956. Il commence à pratiquer la photographie au début des années 1970 et, en 1973, il se voit confier son premier projet d'envergure, un documentaire photographique dans le nord du Québec sur des communautés Cris de la Baie James qui étaient alors en conflit avec le gouvernement du Québec à cause du projet d'installation d'une centrale hydroélectrique dont la présence aurait immergé leurs terres de chasse.
Titulaire d'un Master du San Francisco Art Institute, son travail s'est orienté vers l'analyse sémiologique de l'image -  photographie -, sur  la question des bases de données iconographiques, des liens entre images et des liens entre les images et ce qu'elles représentent. Ses recherches l'ont notamment amené à utiliser le support informatique avec Equivalents II (1993), Anecdoted , Archive from the Cold War (1993), Slippery Traces (1995) et Pockets Full of Memories (2001). Il a également exploré la question de la visualisation de données avec Making Visible the Invisible (2005).
Il est aujourd'hui professeur à l'université de Californie à Santa Barbara après avoir fait des  études  au Loyla College à Montréal où il étudie la photographie avec Charles Gagnon et John Max puis par la suite au Goddard College (Vermont) en 1972 où il aborde dans un premier temps la question formelle de la photographie d'un  point de vue social et documentaire. Après l'obtention d'une maîtrise en beaux- arts à San Francisco, il enseigne les nouveaux médias  à la Merz Akadémie de Stuttgart en Allemagne. Entre 1989 et 1997 il est enseignant à l'université de San Francisco  et s'occupe du programme  : Concept et design en art de l'information : « Au début des années 1980, il commence à s'intéresser aux ordinateurs et aux images de synthèse ou  à celles traitées numériquement. Il apprend la programmation et ses travaux photographiques poursuivent des préoccupations similaires au moyen de l'ordinateur » , l'artiste George Legrady indique : « l'un de mes objectifs en travaillant avec les ordinateurs et la programmation informatique était d'introduire des œuvres qui, d'une manière ou d'une autre, examineraient la limite entre le vraisemblable et la simulation, quelque chose qui aurait l'allure d'une photographie ou qui serait issue de la technique photographique, mais qui en fait, serait le résultat d'opérations algorthimiques. Ce travail a finalement  donné lieu, du milieu à la fin des années 1980, à nombre  d'expérimentations avec le traitement de l'image numérique qui m'ont permis de réaliser ma première œuvre interactive , intitulée Equivalen II » . Cette pièce a été présentée dans les expositions Itération et photographe after photographe, et  explique la relation entre l'image, la culture, et la technologie. Dans la même période avant qu'il ne réalise Equivalent II, (1992-1994) il a produit plusieurs séries d'images de synthèse ou traitées par des moyens informatiques. Dans la  série d'images : Authority of the News (en français : l'autorité des actualités, 1987) , Poetic of the news (en français : la poétique des actualités, 1987) ou encore The noise Factor (en français : Coefficient bruit, en 1987), ainsi que Word and Words (en français : des mots et des mots dans les années 1990). L'artiste puise des images  (dites  «images trouvées»), parmi les images des actualités qui subissent ensuite un traitement numérique. Pour l'œuvre the noise and factor, l'artiste a ajouté du bruit.
L'œuvre The Noise and factor serait à cet égard considérée comme emblématique concernant cette approche .
La notion de bruit serait dérivée de la théorie de l'information  soit le bruit : facteur de brouillage dans la communication de messages et également signal d'une forme d'anthropie des systèmes.
Dans l'œuvre An Anedocted Archive from the Cold War, l'artiste produit une sorte d'autobiographie, une analyse de son identité, et une définition de sa pratique dans le champ de l'art dans un contexte politique et social de guerre froide .
L'œuvre Slippery Trace (1996), quant à elle, revient sur des préoccupations plus formelles, mais aussi conceptuelles en relation avec son travail de photographie antérieur. Dans cette œuvre l'artiste crée une relation entre le spectateur et l'œuvre par le biais de l'installation, souhaitant une mise en relation entre la navigation du spectateur devant l'œuvre et  la narrativité non linéaire. Pour ce faire il s'est inspiré du nouveau roman et de  (L'année dernière à Marienbad) d' Alain Robbe-Grillet, pour produire une esthétique rappelant   (Blade Runner) de 1982.
En 1997, le Musée des beaux-arts du Canada, présente une exposition consacrée à George Legrady, retraçant vingt ans de travaux dont une partie basée sur l'informatique et l'interactivité. De cette exposition sort un catalogue sous format CD-ROM.
Depuis les années 1973, George Legrady ne cesse de produire des œuvres, passant de la  photographie à la technologie; il présente un travail en évolution constante.

## Œuvres principales
- 1973, James Bay Cree Documentary , Baldwin St Gallery of photography, Toronto; Rupert's Houses, James Bay, Musée Canadien contemporain de l'art, Photographie, Ottawa; Akwesasne  [9].
- 1975, Catalogue of Found objects, La Mamelle Art Center, San Francisco; Musée Canadien de l'art Contemporain, Photographie Ottawa, Canada [10].
- 1974-1980, Urban Nature , Musée Canadien de l'art Conptemporain, Ottawa .
- 1976-1980, Floating Objects , Yakima Gallery, Montréal, Londres Regional Art Gallery, Banff Centre Gallery Alberta, Canada [10].
- 1977, Syntax Of The Copy, Optica Gallery Montréal, Canada[10]  .
- 1979-1980, Everyday stories , Forest City Galerie Londres, Ontario, Canada [10],[11].
- 1979-1982, SX Studies [12].
- 1979-1983, Still Lifes, PS1 New York (1981), Centre Pompidou, Paris (en 1982), Delahunty Galerie New York (1983), La Jolla Muséum Musée d'art contemporain (1984), Yakima Galerie Montréal (1986)[12],[10].
- 1984, Corporate Culture , Yajima Galerie Montréal (1986), San Francisco Art Institut Ethan Mc Bean Galerie (1991).
- 1986-1990, Noise To Signal  Digital photographie, SF Cameraworks (1988) invention photographie Musée national d'Amérique de l'art, Smithsonian Musée, Washington DC (1989) , Minneapolis College Art et  design (1990)[10].
- 1991, Between East and West , YYZ, Galerie Toronto (1992), San Francisco Institute of art (1992).
- 1992, Equivalents II, Centre international de la photographie New York  (1994), Photographie après photographie par Siemens culture programme, Munich, ICA, Philadelphia, Henry Art Galerie Seattle (1995-1997), Open Space Galerie, San Francisco (1996).
- 1985-2007, China in Transition , Stifung Ahlers Pro Arte Museum, Hanovre (2008)  [13].
- 1994 , Artifice 3, Saint Denis en France, Édité Par Anne-Marie Duguet et Jean Louis Baissier.
- 1995 , Interactive Média ARC, festival organisé par Construc, à Los Angeles.* 1995 : Do Not Enter : New Voice new vision, 1994, voyager et interval Research Lab (CD-Rom feature the winning entries of this competition.) (en français) : nouvelle voix, nouvelle vision, recherche Laboratoire.* 1995 : George Legrady : Interactive Media Art, Edited by Erkki Hhutamo, Rovaniemi art Museum Finlande. (en Français) : George Legrady : interactive Média Art, édité par Hhutamo Rovaniemi, art Musée, Finlande.
- 1996 , Osnabrück European media festival, Germany : (en Français) : Festivale média Européen, Osnabrück, Allemagne * 1996 : 3e Biennale Of Art Comptemporary (CD-Rom et Catalogue) à Lyon France. (en Français) : 3 Biennale de l'art comptemporain.* 1996 : Burning the Interface (CD-Rom) Muséum of Contemporary Art Sydney. (en Français) : Brulée l'interface, CD-Rom, Musée de Sydney en Australie.
- 1997   Deep Storage Siemens Kultur Programm Prestel, Munich. (en Français) : stockage profond, Siemens culture programme Prestel à Munich.* 1997 : The Butterly effect, (Soros Center for contemporary Art) Budapest (Catalogue et CD-Rom de l'exposition). (en Français) : Effet papillon, Soros centre pour l'art contemporain, à Budapest Varsovie. * 1997 : Lab 6, International Multimédia Exhibition, Center for the art contemporary, Varsovie. Pologne (en Français :  Lab 6, internationale exposition Multimédia)* 1997 : Hardware, Software, Artware, Institut for Bildmitien ZKM Karlsruhe, Germany, (Catalogue and CD-Rome). (en Français : Matériel, Logiciel Appliquée, Art, institut pour Bildmetien ZKM, Karlsruhe, Allemagne, CD-Rom et Catalogue.)
- 1998 , Compact Station Art Electronic, Université de Renne France. (en Français : compacte station Électronique).* 1998 : Interactive Friction, University of Southern California Los Angeles USA. (en Français : Interactive Friction, Université du Sud de la Californie, Los Angeles, USA)
- 1999, Transnational Space, Rotunde, Siemens Kultur Programm Edited By Matthias Winzen.

## Catalogues, publications et interviews
- (en Français: Espace transition, rotonde, édité par Matthias Winzen, Siemens culture programme)[14].
- Interview en 1995 : An Anecdoted Archive form the Cold War, Gert Lovink, le nom de l'interview : "home issue" mediamatic (Volume 8) 2/3 A Amsterdam Hollande[15],[16].
- Publication Digitale : 1994  An Anecdoted Archive from the Cold War (George Legrady HyperReal Media production) avec Rosemary Cormella distribution : imprimé par Matter N.Y.C Moca Los Angels, et l'installation de travail CD-ROM et 60 Histoires et objets de l'artiste accordée par Floorplan Musée de la propagande Communiste en Hongrie[17],[18].
- The Clearing Disque Set Base Art et un projet interactif sur le langage média américain représentant la crise en Bosnie durant la période de 1933-1994[19],[20].
- Slippery Traces par George Legrady avec Rosemary Cormella, HyperReal Media production, ZKM, (par Karlsruhe), Allemagne , CD-ROM artintact 3 avec les 3 travaux par Ken Feingold et Perry Hobermann, distribué par DAP, N.Y.C, et Amazon.
- “Avec George Legrady, archéologies à l’ère numérique”, article de Gilles Rouffineau (revue Proteus n° 17, 2021) consacré à une analyse de l’œuvre à travers la notion d'archive. http://www.revue-proteus.com/abstracts/17-6.html